# Ock Joo-hyun
Đây là một tên người Triều Tiên, họ là Ock.
Ock Joo-hyun (tiếng Hàn: 옥주현; đôi khi đánh vần là Ock Ju-hyun; sinh ngày 20 tháng 3 năm 1980) là một ca sĩ và diễn viên nhạc kịch Hàn Quốc, được biết đến chủ yếu với vai trò là ca sĩ chính của nhóm nhạc nữ Hàn Quốc Fin.K.L. Sau khi chia tay không chính thức vào năm 2002, Ock đã phát hành ba album solo và đã tham gia vào các vở nhạc kịch, cụ thể là Aida, Chicago, Cats, 42nd Street, và The Count of Monte Cristo.

## Sự nghiệp

### Là thành viên của Fin.K.L
Fin.K.L ra mắt vào năm 1998 với DSP Entertainment và nhanh chóng trở nên nổi tiếng, biến tất cả các thành viên của mình trở thành ngôi sao. Ock từng là ca sĩ chính cho Fin.K.L cho đến khi nhóm ra album cuối cùng là Eternity (영원); và trở lại với đĩa đơn "Fine Killing Liberty"vào mùa thu năm 2005, bao gồm cả việc quay video âm nhạc cho ca khúc chủ đề.

### Hoạt động cá nhân
Bắt đầu sự nghiệp solo vào mùa hè năm 2003, Ock đã ra mắt một bản ballad tên là "난..." ("Nan...", nghĩa là "Tôi..."), lọt vào top 10 của bảng xếp hạng âm nhạc Hàn Quốc. Đến album thứ hai của cô, phát hành vào cuối mùa thu năm 2004, công chúng đã giật mình vì sự thay đổi đột ngột về ngoại hình, vì cô đã trải qua một sự giảm cân đáng kể; Ock đã tập luyện yoga với cường độ cao. Sự nổi tiếng của cô đã tăng lên và cô đã biểu diễn trên nhiều chương trình âm nhạc trong một thời gian dài với các đĩa đơn "Catch" và "Sweet Rainyday".
Album thứ ba của cô mang tên  Remind  được phát hành vào ngày 12 tháng 6 năm 2008. Đĩa đơn đầu tiên trong album là "Honey" là một sự kết kết từ các đĩa đơn trước đây của cô cùng với R & B. Cô bắt đầu màn trình diễn trở trên các chương trình âm nhạc cuối tuần lớn trên TV.
Album tiếp theo của cô, "Reflection" được phát hành vào năm 2013. Năm 2014, Ock hợp tác với nhà soạn nhạc và đạo diễn Frank Wildhorn, người cùng làm việc với cô trong vở nhạc kịch "Monte Cristo" để phát hành album tiếng Anh có tựa đề "Gold".

### Hoạt động khác
Ngoài việc ra mắt ba album, Ock còn làm DJ cho đài phát thanh MBC,và làm MC cho các đài truyền hình Hàn Quốc SBS, MBC và KBS. Cô cũng đã nhận được một giải thưởng cho "Best Radio DJ" trong lễ trao giải của MBC năm 2005. Cô đã nhận được vai chính trong phiên bản tiếng Hàn của các vở nhạc kịch: Tim Rice's musical Aida, bắt đầu từ ngày 27 tháng 8 năm 2005.
Okc cũng tích cực tham gia nhiều chương trình truyền hình thực tế. Ngoài việc tham gia chương trình Heroine 5, thì Ock cũng là một thí sinh của chương trình Goldfish- một chương trình truyền hình của đài MBC, vào năm 2006. Cũng trên đài MBC Cô đã góp mặt trong chương trình thực tế "I am a Singer" mùa đầu tiên. Cô đã được bình chọn ở vị trí đầu tiên cho các màn biểu diễn các ca khúc "1000 days", ngoài ra còn có phiên bản tiếng Hàn của bản ballad "Love is Gone", "Man is Ship, Woman is Harbor" và một bản re-make bài hát "U-Go Girl" của thành viên Fin.K.L là Lee Hyori.
Ock đã tiếp tục phát triển sự nghiệp "yoga celebrity" của mình, thậm chí còn giúp mở ra một phòng tập yoga. Cô cũng phát hành VHS, DVD yoga của riêng mình. Gần đây, cô đã xuất bản một cuốn sách mới về việc duy trì thể chất của tinh thần và thể chất.
Vào tháng 3 năm 2009, Ock tiết lộ rằng cô sẽ mở lớp giảng dạy về âm nhạc tại Đại học Dong Seoul.

### Giọng hát
- Loại giọng: Full Lirico Soprano (Nữ cao trữ tình đầy đặn)
- Quãng giọng: B2 ~ Bb5 ~ D6 (3 quãng tám 1 nốt và 1 bán âm)
- Quãng hát hỗ trợ: F3/F#3 ~ D/Eb ~ F#5/G5 (bao gồm headvoice)

### Diễn viên nhạc kịch
Ock đã nhận được nhiều thành công khi là một trong những nữ diễn viên hàng đầu, nổi tiếng nhất của sân khấu nhạc kịch Hàn Quốc.